# لحم‌عجین
لحم‌عجین (عربی: لحم بعجين؛ ‏ ارمنی: լահմաջու lahmaǰu یا լահմաջո lahmaǰo؛ ‏ ترکی استانبولی: lahmacun ) یکی از خوراک‌های ترکیه، ارمنستان و سرزمین شام است. خوردن لحم‌عجین توسط مهاجران اهل ترکیه در کشورهایی مانند هلند رایج شده که در آنجا تحت عنوان پیتزای ترکی فروخته می‌شود و در ترکیه لاحماجون تلفظ میشود . این خوراک در ارمنستان و مناطق ارمنی‌نشین (دیاسپورای ارمنی) تحت عنوان پیزای ارمنی شناخته می‌شود.
نام لحم‌عجین عربی و به معنای «گوشت و خمیر» است. این خوراک از خمیر گرد و نازکی تشکیل می‌شود و روی آن گوشت چرخ کرده و سبزیجات خرد شده مانند پیاز، گوجه فرنگی و جعفری می‌ریزند و می‌پزند. معمولاً روی آن لیموی تازه می‌ریزند و آن را لوله کرده و با ترشی، گوجه فرنگی، فلفل، پیاز، کاهو و بادمجان کبابی به همراه دوغ مصرف می‌کنند.